# Hatsukoi (álbum de Hikaru Utada)
Hatsukoi es el séptimo álbum en japonés de la cantante japonesa americana  Hikaru Utada. Fue lanzado en Japón el 27 de junio de 2018 por Sony Music Japan con la submarca Epic Records, como su primer álbum oficial bajo esta marca. El trabajo de fotografía fue realizado por el reconocido fotógrafo japonés Takay. Hatsukoi fue lanzado en dos formatos: un CD en físico y formato digital download. Una nueva gira para el álbum ocurrirá en noviembre, llamada Hikaru Utada Concert Tour 2018, dentre noviembre y diciembre del mismo año, en el Japón.
Incluye los sencillos anteriores Oozora de Dakishimete, Forevermore (tema del dorama Gomen, Aishiteru), Anata, Play A Love Song, Hatsukoi (tema del dorama Hana Hochi Hare) y Chikai, tema del videojuego Kingdom Hearts III. El álbum alcanzó el #1 en los charts de álbumes más vendidos de Oricon, vendió más de 204 mil copias físicas solo en la primera semana. El álbum también alcanzó el #1 en Oricon Weekly Digital Albums Chart con 38.185 downloads, la más grande primera semana con más downloads desde el início del chart.
El álbum también ha alcanzado el éxito internacional en ventas digitales. Alcanzó el #2 en iTunes España y Brasil, #4 en EE. UU., #5 en el Canadá, México y Australia, además otros países.

## Lista de canciones
Todas las canciones escritas y compuestas por Hikaru Utada. 
| CD and digital download. |                                                           |          |  |
| N.º                      | Título                                                    | Duración |  |
| 1.                       | «Play a Love Song»                                        |          |  |
| 2.                       | «Anata (あなた? Tú)»                                      |          |  |
| 3.                       | «Hatsukoi (初恋? Primer Amor)»                            |          |  |
| 4.                       | «Chikai (誓い? Juramento)»                                |          |  |
| 5.                       | «Forevermore»                                             |          |  |
| 6.                       | «Too Proud» (featuring Jevon)                             |          |  |
| 7.                       | «Good Night»                                              |          |  |
| 8.                       | «Pakuchii No Uta (パクチーの唄? La canción del cilantro)» |          |  |
| 9.                       | «Nokoriga (残り香? Remaining Scent)»                      |          |  |
| 10.                      | «Oozora de Dakishimete (大空で抱きしめて?)»               |          |  |
| 11.                      | «Yuunagi (夕凪? Calma nocturna)»                          |          |  |
| 12.                      | «Shittosarerubeki Jinsei (嫉妬されるべき人生?)»           |          |  |